# Geranilgeraniol
O geranilgeraniol é um álcool diterpenóide que desempenha um papel em vários importantes processos biológicos. É um intermediário na biosíntese de outros diterpenos e das vitaminas E e K. Também é usado na modificação postraducional conhecida como . O geranilgeraniol é uma feromona para diversos insectos, como abelhas (Bombus).
O geranilgeraniol é um potente inibidor in vitro da bactéria Mycobacterium tuberculosis.

### Outros artigos
- Xeranilxeranil pirofosfato
- Xeraniol